# Badminton goes Atlanta
Badminton goes Atlanta war ein hochrangiges europäisches Vorbereitungsturnier auf die Olympischen Sommerspiele 1996. Es fand vom 13. bis zum 15. Juni 1996 in Aachen statt. Alle europäischen Qualifikanten für Olympia 1996 nahmen an diesem Wettkampf teil.

## Sieger und Platzierte
| Disziplin    | Gold                          | Silber                         | Bronze                           |
| ------------ | ----------------------------- | ------------------------------ | -------------------------------- |
| Herreneinzel | Oliver Pongratz               | Robert Liljequist              | Jens Olsson                      |
| Herreneinzel | Oliver Pongratz               | Robert Liljequist              | Jeroen van Dijk                  |
| Dameneinzel  | Marina Yakusheva              | Elena Rybkina                  | Joanne Muggeridge                |
| Dameneinzel  | Marina Yakusheva              | Elena Rybkina                  | Anne Gibson                      |
| Herrendoppel | Simon Archer Julian Robertson | Kai Mitteldorf Stephan Kuhl    | Andrei Antropow Nikolai Zuev     |
| Herrendoppel | Simon Archer Julian Robertson | Kai Mitteldorf Stephan Kuhl    | Michael Helber Michael Keck      |
| Damendoppel  | Julie Bradbury Joanne Wright  | Elena Rybkina Marina Yakusheva | Eline Coene Erica van den Heuvel |
| Damendoppel  | Julie Bradbury Joanne Wright  | Elena Rybkina Marina Yakusheva | Kelly Morgan Joanne Muggeridge   |
| Mixed        | Simon Archer Julie Bradbury   | John Quinn Joanne Wright       | Nikolai Zuev Marina Yakusheva    |
| Mixed        | Simon Archer Julie Bradbury   | John Quinn Joanne Wright       | Ron Michels Erica van den Heuvel |